# Convento de Nuestra Señora de los Ángeles (Chiautempan)
El convento franciscano de Nuestra Señora de los Ángeles es un convento mexicano que se edificó en Santa Ana Chiautempan entre los años de 1564 y 1585. La primera construcción religiosa en este lugar fue el monasterio o eremitorio que se construyó en la década de 1580, aún antes que la iglesia. El conjunto se orienta hacia el poniente, donde existe una plaza que por su antigüedad debió de ser el centro del pueblo.
Los edificios conventuales están rodeados de un amplio atrio, conservando elementos que pueden datar del siglo XVI, sin embargo, una parte es posterior.

## Arquitectura
También es conocido como del Padre Jesús; se encuentra dividido en un claustro bajo y alto. El claustro bajo en el que dos contrafuertes enmarcan una fachada austera del templo típica de la orden franciscana, resaltan arcos de medio punto peraltados sobre columnas toscanas y una capilla posa donde se colocaba la custodia durante la procesión de Corpus Christi. El claustro alto, posee arcos peraltados y rebajados sobre columnas toscanas en el primer y segundo nivel. En los muros de los corredores lucen capillas hornacinas neoclásicas y cuadros con pinturas al óleo de motivos de la orden, provenientes de los siglos XVII y XVIII.

## Interior
El interior fue techado con viguería, sin embargo durante el siglo XVII se cambia por una cubierta de forma abovedada a cañón corrido. Dicha bóveda está decorada con temas florales en dorado por la parte de adentro. La cabecera de forma poligonal que se entrada principal del ex-convento Franciscano. encuentra precedida por un altar tipo neoclásico, remata la planta románica, que ha sido modificada con una capilla lateral donde se venera a la imagen de Padre Jesús, y en donde se aprecian retablos neoclásicos.
Destaca con igual belleza una pila bautismal monolítica, donde se encuentran grabados de inspiración indígena llamado: "arte tequetqui", y posee también, un coro hecho de viguería en madera.

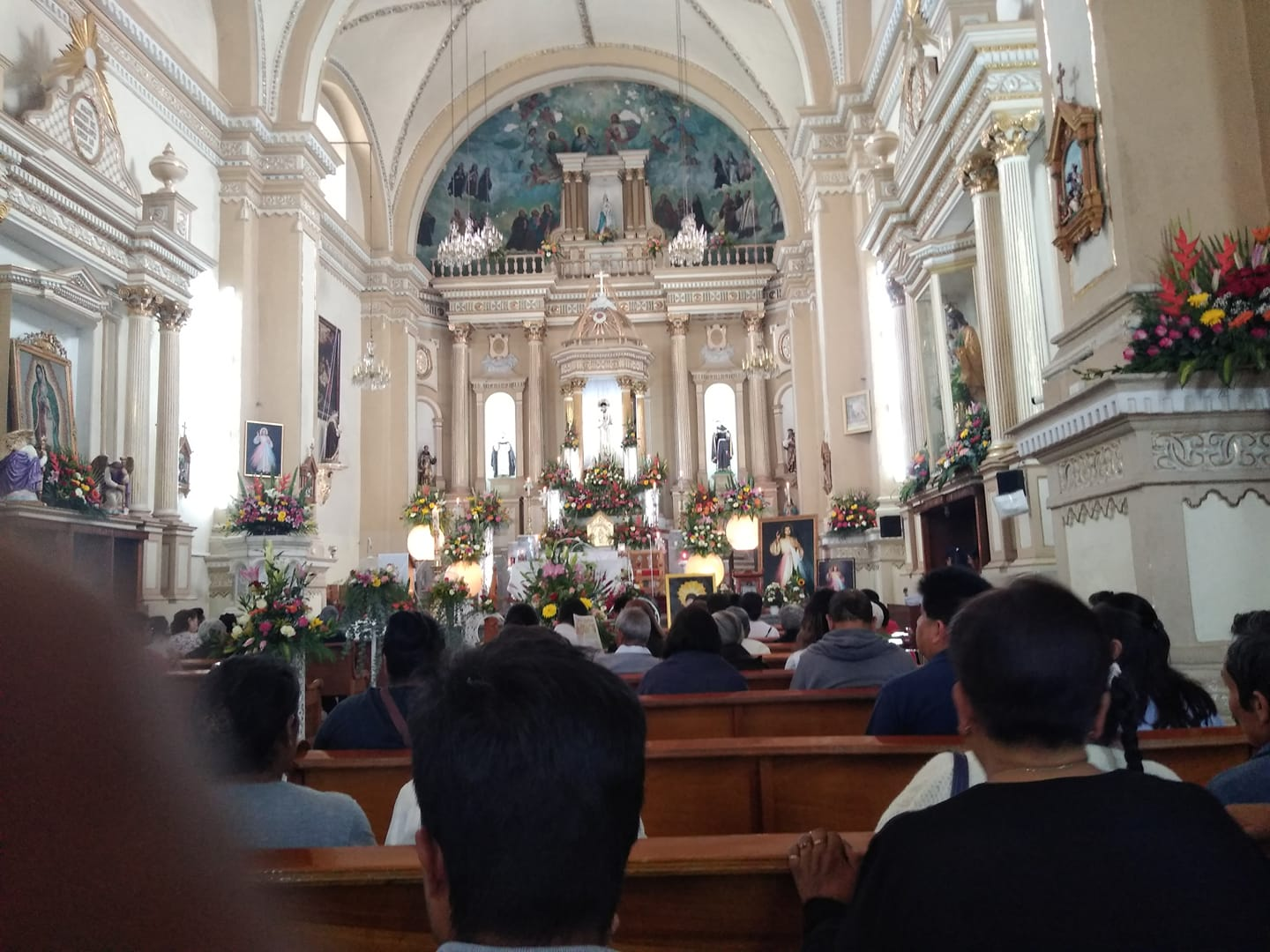
El interior del Convento Chiautempense

## Nuestro Padre Jesús del Convento
Nuestro Padre Jesús del Convento de Santa Ana Chiautempan es una antigua escultura tallada en madera fina, del tamaño medio de un hombre, un poco encorvado y con la mirada fija hacia abajo. Probablemente fue mandada hacer con algún estatuario de Puebla o México, pues hay datos de que desde la segunda mitad del siglo XVI ya se veneraba en este convento del pueblo de Chiautempan.
El pueblo de Chiautempan, así como los demás circundantes y algunos foráneos le ha consagrado su fe, patente desde la época colonial, por lo que existe una leyenda al respecto, que habla, sobre la llegada de dicha imagen a Chiautempan.

### Leyenda dePadre Jesús del Convento
La tradición oral hace mención que una mañana apareció una mula cargando una caja de madera dentro del atrio del Convento. Dicho animal permaneció amarrado a uno de los fresnos ubicados en ese lugar, hasta que los Frailes Franciscanos al ver que nadie reclamaba la propiedad de la bestia y su carga, decidieron abrir la caja que ésta llevaba, hallando en su interior a la imagen de Padre Jesús.